# Ellendale (Delaware)
Ellendale és una població dels Estats Units a l'estat de Delaware. Segons el cens del 2000 tenia 327 habitants.

## Demografia
Segons el cens del 2000, Ellendale tenia 327 habitants, 113 habitatges, i 82 famílies. La densitat de població era de 505 habitants/km².
Dels 113 habitatges en un 31% hi vivien nens de menys de 18 anys, en un 52,2% hi vivien parelles casades, en un 15,9% dones solteres, i en un 27,4% no eren unitats familiars. En el 23% dels habitatges hi vivien persones soles el 13,3% de les quals corresponia a persones de 65 anys o més que vivien soles. El nombre mitjà de persones vivint en cada habitatge era de 2,83 i el nombre mitjà de persones que vivien en cada família era de 3,33.
Per edats la població es repartia de la següent manera: un 26,6% tenia menys de 18 anys, un 8% entre 18 i 24, un 27,8% entre 25 i 44, un 24,2% de 45 a 60 i un 13,5% 65 anys o més.
L'edat mediana era de 38 anys. Per cada 100 dones de 18 o més anys hi havia 89 homes.
La renda mediana per habitatge era de 37.083 $ i la renda mediana per família de 42.841 $. Els homes tenien una renda mediana de 21.875 $ mentre que les dones 17.614 $. La renda per capita de la població era de 14.831 $. Aproximadament el 7,2% de les famílies i el 15,3% de la població estaven per davall del llindar de pobresa.

## Poblacions més properes
El següent diagrama mostra les poblacions més properes.